# Чанкші-хан
Чанкші-хан (*д/н — 1338) — 19-й хан Чагатайського улусу в 1335—1338 роках.

## Життєпис
Походив з династії Чингізидів. Син Ебугена та онук Дуви, хана Чагатайського улусу. Про дату народження й молоді роки замало відомостей. Був прихильником несторіанство, водночас дотримувався звичаїв великої Яси й тенгріанства. У 1335 році брав участь у змові проти Бузан-хана, якого 1335 року було повалено. Після цього Чанкші став новим володарем Чагатаїдів.
Він змінив внутрішню політику, відсторонивши від високих посад мусульман, надавав підтримку несторіанам, але також дав можливість діяти місіонерам інших християнських конфесій (насамперед католицьким). При цьому дозволив проповідувати буддистським ченцям. Продовжив політику попередників щодо союзу з династією Юань та відмовився від конфлікту з Державою Хулагуїдів, незважаючи на те, що в цей час в тій точилася боротьба за владу. Є згадка про відправлення до імператора Туг-Темура 170 полонених русичів (можливо це було якійсь майстри, отриманні з Золотої Орди).
Водночас хан більше уваги приділяв полюванню та розвагам, зокрема полюбляв шахи. У 1338 році у східних областях держави розпочалася моровиця, що завдало значно удару кочовим монголам. Все це викликало невдаволенн частини знаті. Скориставшись цим зведений брат хана Єсун-Тимур влаштував проти нього змову, в результаті чого Чанкші було вбито. Новим володарем став Єсун-Тимур.